# Mikael Hising (borgmästare)
Mikael Hising, född 1570-talet, död 1640, var en svensk borgmästare.

## Biografi
Mikael Hising föddes föddes på 1570-talet. Han var son till fogden Olof Hising och Malin Halvardsdotter. Hising var 1 augusti 1605 borgare i Köping och blev 5 maj 1607 rådman i staden. Han från 7 maj 1611 till 1612 byggningsborgmästare,från 4 maj 1618 till 20 april 1620 justitieborgmästare, från 10 maj 1622 till 28 april 1623 justitieborgmästare och från 27 april 1637 till 22 april 1639 byggningsborgmästare. Hising avled 1640 och begravdes i Köpings kyrka.

### Familj
Hising gifte sig första gången före 1610 med Anna Andersdotter (död 1630). Hon var dotter till rådmannen Anders Nilsson och Elin Köniksdotter i Gävle. De fick tillsammans sonen borgmästaren Olof Hising (1609–1667) i Köping, Kristina Hising som var gift med borgmästaren Hans Törne i Stockholm, Barbro Hising som var gift med rådmannen Jakob Hindersson Jernstedt i Västerås och Malin Hising som var gift med borgaren Olof Olofsson i Köping.
Hising gifte sig andra gången 1 juni 1632 med Christina Kristoffersdotter (död 1636). Han gifte sig tredje gången 7 januari 1638 i Sankt Nikolai församling, Stockholm med Sara Andersdotter. Hon var dotter till kyrkoherden Andreas Nicolai Dalekarlus i Rättviks församling och Christina Pedersdotter. Sara Andersdotter var änka efter kamreraren Herman Hansson i Räntekammaren. Efter Mikael Hisings död gifte Sara Andersdotter om sig med kyrkoherden Mattias Nikolai Tunamontanus i Köpings församling.